# Homocea (gmina)
Homocea – gmina w Rumunii, w okręgu Vrancea. Obejmuje miejscowości Costișa, Homocea i Lespezi. W 2011 roku liczyła 6625 mieszkańców.